# Pulaski (Geórgia)
Pulaski é uma cidade  localizada no estado americano de Geórgia, no Condado de Candler.

## Demografia
Segundo o censo americano de 2000, a sua população era de 261 habitantes.
Em 2006, foi estimada uma população de 300, um aumento de 39 (14.9%).

## Geografia
De acordo com o United States Census Bureau tem uma área de 2,1 km², dos quais 2,1 km² cobertos por terra e 0,0 km² cobertos por água. Pulaski localiza-se a aproximadamente 64 m acima do nível do mar.

## Localidades na vizinhança
O diagrama seguinte representa as localidades num raio de 28 km ao redor de Pulaski.